# Обичам те (албум)
„Обичам те“ е студиен албум на певицата Лили Иванова, състоящ се от две дългосвирещи грамофонни плочи, издадени от „Балкантон“ под каталожни номера ВТА 1496 и ВТА 1497, през 1972 г. На лицето на обложката на бял фон единствено е изобразен подписът на певицата. За заглавие на албума в официалния сайт на Лили Иванова е посочено името на първата песен от първата плоча, тъй като нерядко плочите от въпросния период не съдържат недвусмислено заглавие на албум. В случая са изписани и името на албума, и името на Лили Иванова върху етикетите на плочите. Хитове от този албум са: „Обичам те“, „Ти сън ли си“, „Ръцете ти“, „Птицата“ (песента е посветена в памет на Паша Христова) и „След теб“.

## Списък на песните в албума
Обичам те (ВТА 1496), LP 1
| №  | Заглавие           | Автор(и)                                                                         | Време |
| -- | ------------------ | -------------------------------------------------------------------------------- | ----- |
| 1  | „Обичам те“        | музика: Тончо Русев, аранжимент: Митко Щерев, текст: Дамян Дамянов               | 3:30  |
| 2  | „С малко обич“     | музика: Леандър-Сиго, аранжимент: Митко Щерев, текст: Надежда Захариева          | 2:54  |
| 3  | „Ръцете ти“        | музика: Морис Аладжем, аранжимент: Иван Пеев, текст: Димитър Ценов               | 3:59  |
| 4  | „Златно сърце“     | музика и аранжимент: Николай Арабаджиев, текст: Димитър Василев                  | 4:37  |
| 5  | „Не се сърди“      | музика: Капуано, аранжимент: Митко Щерев, текст: Надежда Захариева               | 3:12  |
| 6  | „Птицата“          | музика: Тончо Русев, аранжимент: Тончо Русев и Митко Щерев, текст: Дамян Дамянов | 3:23  |
| 7  | „Молба“            | музика: Александър Йосифов, аранжимент: Константин Драгнев, текст: Павел Матев   | 4:25  |
| 8  | „Любовта не чезне“ | музика: Жиро, аранжимент: Митко Щерев, текст: Надежда Захариева                  | 3:22  |
| 9  | „Ако знам“         | музика: Александър Йосифов, аранжимент: Константин Драгнев, текст: Димитър Точев | 2:56  |
| 10 | „Ти сън ли си“     | музика и аранжимент: Тончо Русев, текст: Павел Матев                             | 4:08  |
| 11 | „Последна нощ“     | музика: Морис Аладжем, аранжимент: Иван Пеев, текст: Димитър Ценов               | 3:32  |
| 12 | „Аугуста“          | музика: Тончо Русев, аранжимент: Митко Щерев, текст: Дамян Дамянов               | 4:20  |

Съпровод: ЕОКТР, дир. В. Казасян (2, 6, 7, 9); Естраден оркестър, дир. К. Драгнев (1, 4), Ив. Пеев (3, 10, 11), М. Щерев (5, 8), Т. Русев (12).
Обичам те (ВТА 1497), LP 2
| №  | Заглавие               | Автор(и)                                                                        | Време |
| -- | ---------------------- | ------------------------------------------------------------------------------- | ----- |
| 1  | „Ти за всичко си едно“ | музика: Т. Селчук, аранжимент: Константин Драгнев, текст: Надежда Захариева     | 6:51  |
| 2  | „Самсон и Далила“      | музика: Капуано, аранжимент: Вили Казасян, текст: Надежда Захариева             | 2:57  |
| 3  | „Спомен мой“           | музика: Морис Аладжем, аранжимент: Иван Пеев, текст: Димитър Ценов              | 4:27  |
| 4  | „Вълшебно цвете“       | музика: Александър Йосифов, аранжимент: К. Драгнев, текст: Кръстьо Станишев     | 2:01  |
| 5  | „От град на град“      | музика и аранжимент: Тончо Русев, текст: Дамян Дамянов                          | 4:12  |
| 6  | „Връщаш се“            | музика и аранжимент: Митко Щерев, текст: Асен Ошанов                            | 2:19  |
| 7  | „Огънят“               | музика: Тончо Русев, аранжимент: Митко Щерев, текст: Дамян Дамянов              | 2:38  |
| 8  | „Никой“                | музика: Пинтучи, аранжимент: Константин Драгнев, текст: Надежда Захариева       | 3:40  |
| 9  | „Пътеките“             | музика: Александър Йосифов, аранжимент: Константин Драгнев, текст: Павел Матев  | 4:07  |
| 10 | „След теб“             | музика: М. Панас, аранжимент: Константин Драгнев, текст: Надежда Захариева      | 3:24  |
| 11 | „Ноктюрно“             | музика: Александър Йосифов, аранжимент: Константин Драгнев, текст: Йордан Милев | 3:29  |
| 12 | „Мечта“                | музика: Тончо Русев, текст: Дамян Дамянов, аранжимент: Митко Щерев              | 2:57  |

Съпровод: ЕОКТР, дир. В. Казасян (1, 2, 8, 9); орк. „Балкантон“, дир. Т. Русев (5); Естраден оркестър, дир. М. Аладжем (3), К. Драгнев (4, 7, 10, 11), М. Щерев (5, 12).